# Felipe Picatoste
Felipe Picatoste y Rodríguez (Madrid, 30 de abril de 1834-Madrid, 29 de septiembre de 1892) fue un matemático, pedagogo, periodista, político y polígrafo español.

## Biografía
Su padre, miliciano nacional durante el Trienio Liberal (1820-1823), acompañó a las Cortes a Cádiz durante la invasión de los Cien mil hijos de San Luis y fue represaliado durante la Ominosa Década a causa de sus convicciones liberales. Felipe Picatoste, ardiente liberal como su progenitor, se apuntó también a la Milicia Nacional durante la Vicalvarada o revolución liberal de 1854. Fue catedrático suplente de Matemáticas en el Instituto de San Isidro de Madrid, entre 1852 y 1857. La amistad con Ángel Fernández de los Ríos le hizo ingresar en 1860 como uno de los redactores del periódico progresista Las Novedades; colaborará además en la Biblioteca Universal de libros económicos que creó su amigo editando en ella varias de sus obras. Sus estudios sobre un eclipse de sol, hacia 1862, le dieron fama internacional, reproduciéndose elogiosamente sus artículos en revistas científicas de Berlín, San Petersburgo y Roma. Ingresó en la masonería.
Como consecuencia del triunfo de la revolución de 1868, en cuyas luchas había participado valerosamente, fue nombrado en 1869 jefe de negociado en el Ministerio de Fomento bajo el ministerio de Ruiz Zorrilla, favoreciendo la creación de bibliotecas populares, y la reforma de la enseñanza, disposiciones que en algunos casos redactó personalmente, y entre las cuales se encontraba la que disponía que el Estado recuperase las joyas de la Nación depositadas en las catedrales.
En 1872 empieza a ejercer los cargos de director de la Imprenta Nacional y Gaceta de Madrid hasta la Restauración de Alfonso XII, pues desde el comienzo de su reinado siguió contándose Picatoste entre los enemigos de la dinastía borbónica, dirigiendo en 1881 el periódico El Manifiesto, diario que apoyaba la política de Ruiz Zorrilla. Colaboró después en el Heraldo de Madrid hasta su muerte. Fue padre de Valentín Picatoste y García.
Apremiado por las necesidades económicas, abandona la política activa, continuando bajo los ministerios de Sardoal y de Montero Ríos, la jefatura del negociado central de Fomento. En junio de 1890 entra a formar parte del Cuerpo de Archiveros y Bibliotecarios en calidad de jefe de segundo grado.

## Obra
Dejó importantes obras, algunas merecedoras de significados premios. Entre ellas se encuentran: Apuntes para una biblioteca científica española del siglo XVI: estudios biográficos y bibliográficos de ciencias exactas físicas y naturales y sus inmediatas aplicaciones en dicho siglo (1891), premiado por la Biblioteca Nacional de Madrid y donde reúne los datos biobibliográficos de los científicos españoles que durante el siglo XVI despuntaron en sus campos respectivos, sin olvidarse de que hasta el siglo XVI la hegemonía española fue patente en campos como la geografía, cosmografía y la navegación (tanto los pilotos ingleses como los franceses aprendieron a navegar en los textos de Pedro de Medina, Fernández de Enciso y Martín Cortés, entre otros). El texto es fruto de la indignación patriótica que produjo en el autor el discurso de ingreso de José Echegaray en la Academia de Ciencias, donde denostaba la tradición científica española
Escribió también Explicación del nuevo sistema legal de pesas y medidas (1853); Principios y ejercicios de aritmética y geometría : escritos para uso de los alumnos de segunda enseñanza (1861); Programa de un curso de geografía elemental (1863); Andar y ver: excursión a las provincias del norte y al mediodía de Francia (Madrid: Imprenta de Las Novedades, 1865); Elementos de matemáticas (Madrid: 1860); Elementos de matemáticas: geometría (1879); Elementos de matemáticas: aritmética (1881); El universo en la ciencia antigua, (Madrid: Biblioteca Universal, 1881); una Bibliografía y estudio crítico de Calderón de la Barca; Recuerdos de los conciertos del Buen Retiro (1870); Don Juan Tenorio (1883); Elementos de Matemáticas (6 ediciones de 2 tomos en 4.ª); Elementos de Física y Química (1889, con 229 grabados y obra que contiene los últimos adelantos en su época y una clara exposición de la Química Orgánica. Elementos de Historia natural (1889); Compendio de Historia de España (1884); Compendio de la Historia Universal (1890); Memoria sobre las bibliotecas populares presentada al Excmo. Sr. Don José Echegaray, ministro de Fomento (Pontevedra, 1870); Elementos de Geografía; La estética en la naturaleza, en la ciencia y en el arte: formas elementales (1881), Diccionario popular de la lengua castellana (1882); Diccionario francés-español (1886); El tecnicismo matemático en el Diccionario de la Academia Española (Madrid: Imp. de Segundo Martínez, 1873), Vocabulario matemático-etimológico (1862); La casa de Cervantes en Valladolid (1888); Los españoles en Italia (Madrid: Imprenta de la Viuda de Hernando y Cª, 1887), Manual de fotografía (Madrid: Tip. de G. Estrada, 1882), Las frases célebres: estudio sobre la frase en religión, ciencias, literatura, historia y política (1879), Estudios sobre la grandeza y decadencia de España (1883-1887), Centenario de Calderon: memoria premiada por la Real Academia de Ciencias Exactas, Físicas y Naturales en el concurso abierto el 12 de febrero de 1881 y Últimos escritos, con un prólogo de Cristino Martos (Madrid, 1892). Muchas de estas obras fueron muy reeditadas, y además escribió artículos en revistas científicas.
Editó, prologados y anotados Los diálogos del bachiller Juan Pérez de Moya (Madrid: imprenta de F. Iglesias y P. García, 1875) y unas Poesías inéditas de Pedro Calderón de la Barca, (Madrid, Imprenta de la Biblioteca Universal, 1881) y tradujo algunas novelas de Julio Verne.
Los títulos de sus obras revelan el omnímodo afán de investigación y la inquietud didáctica que animan sus trabajos. Ha sido justamente considerado un talento enciclopédico, quizás el último de su tiempo.